# 1958年至1959年英格蘭足總盃
1958/59球季英格蘭足總盃（英語：FA Cup），是第78屆英格蘭足總盃，今屆賽事的冠軍是諾定咸森林，他們在決賽以2:1擊敗盧頓，奪得冠軍。本屆賽事繼續在舊溫布萊球場舉行。
森林繼1898年以來第二度贏得足總盃冠軍。

## 外部連結
1. 英格蘭足總盃官網Archive-It的存檔，存档日期2012-04-24
2. 英格蘭足總盃 歷屆冠軍（页面存档备份，存于）